# Акустичні фонони
Акустичні фонони — фонони з лінійним законом дисперсії в центрі зони Брілюена.
Акустичні фонони існують у кристалах із будь-яким числом атомів в елементарній комірці. За своєю природою вони відповідають зміщенням елементарної комірки, як цілого. 
Для тривимірного кристалу загальної симетрії існує три гілки акустичних фононів. Для кристалів високої симетрії ці три гілки можна розділити на дві гілки поперечних хвиль різної поляризації та поздовжню хвилю. 
В центрі зони Брілюена (для довгохвильових коливань) закони дисперсії для акустичних фононів є лінійними.
{\displaystyle \omega _{i}=s_{i}k\,},
де {\displaystyle \omega } — частота коливань, k — квазівектор, а коефіцієнти {\displaystyle s_{i}} — швидкості поширення акустичних хвиль у кристалі, тобто швидкості звуку. 